# بهمنان
بهمنان، روستایی است از توابع بخش مرکزی شهرستان سوادکوه در استان مازندران ایران.بهمنان همچنین نام طایفه‌ای است که در این روستا زندگی می‌کرده‌اند. مطابق نقل افضل الملک در سفرنامه مازندران این طایفه به همراه سه طایفه اولاد، شیروان، گاوان پیش از اسلام در سوادکوه می زیسته‌اند.

## جمعیت
این روستا در دهستان کسلیان قرار دارد و براساس سرشماری مرکز آمار ایران در سال ۱۳۸۵، جمعیت آن ۷۳ نفر (۲۵خانوار) بوده‌است.